# Sparbanken Alingsås
Sparbanken Alingsås AB är ett bankaktiebolag som ägs till 100 % av Sparbanksstiftelsen Alingsås. Det innebär till exempel att all aktieutdelning från Sparbanken Alingsås AB går till Sparbanksstiftelsen Alingsås. Stiftelsens huvudändamål är att främja sparsamhet inom bankens verksamhetsområde genom att äga Sparbanken Alingsås AB. Stiftelsen skall även främja samhällsnytta inom bankens verksamhetsområde. Det innebär att stiftelsen använder aktieutdelningen från banken till samhällsnytta i de kommuner där banken verkar. 
Sparbanken Alingsås AB har verksamhet i fyra kommuner, Alingsås kommun (med kontor i Alingsås och Sollebrunn), Herrljunga kommun, Lerums kommun och Vårgårda kommun. 

## Historik
Banken har sitt ursprung i Alingsås sparbank, grundad 1833. År 1940 övertogs den kortlivade Sparbanken i Herrljunga.
Kontoret i Lerum såldes 1982 till Länssparbanken Göteborg, men köptes tillbaka från Swedbank under 2007 (övertagandet skedde den 1 januari 2008). Banken hade sedan tidigare två kontor i Lerums kommun, nämligen i Gråbo och Floda. I december 2010 lades kontoren i Gråbo och Floda ned och slogs ihop med Lerumskontoret.